# Іоанн I (король Кіпру)
Іоанн I (фр. Jean; 1267 — 20 травня 1285) — король Кіпру в 1284–1285 роках.

## Біографія
Походив з династії Лузіньянів. Син Гуго III, короля Кіпру та Єрусалиму, й Ізабели Ібелін. Про молоді роки мало відомостей. Ймовірно був хворобливою людиною. У спадок отримав численні внутрішні (між генуезцями та венеційцями, тамплієрами та госпітальєрами) та зовнішній (з Карлом I Анжуйським та мамлюцьким Єгиптом) конфлікти. За станом здоров'я та своєю вдачею він не міг їх здолати. Іоанн I помер 20 травня 1285 року у Нікосії.